# Balham Lake
Balham Lake ist ein kleiner See nahe dem Zentrum des Balham Valley im ostantarktischen Viktorialand.
Der See erhielt seinen Namen 1964 durch den US-amerikanischen Geologen Parker E. Calkin (1933–2017), der ihn nach dem umgebenden Tal benannte. Dieses wiederum ist nach Ronald (Ron) Walter Balham (1921–1999) benannt, einem Geologen der Commonwealth Trans-Antarctic Expedition (1955–1958), der zwischen 1957 und 1958 als Erster biologische Untersuchungen der Süßwasservorkommen in dieser Gegend vorgenommen hatte.